# Partido Brasileiro
Partido Brasileiro é o nome atribuído a um agrupamento político existente no Brasil durante o Reino Unido de Portugal, Brasil e Algarves, após a Revolução do Porto, pouco antes da Independência.
O Partido Brasileiro, conhecido desta forma apesar de não ter sido um partido político formal no sentido moderno do termo, reunia a alta burguesia urbana, os comerciantes e grandes proprietários de terras e escravos (latifundiários), que defendiam os benefícios de que gozavam desde a vinda de D. João VI ao Brasil, em 1808. Sem defender inicialmente a separação de Portugal, este grupo defendia pautas liberais clássicas, as conquistas econômicas e não acatava as ordens vindas das Cortes. Foi o Partido Brasileiro que conseguiu convencer o Príncipe regente Pedro I a permanecer no Brasil quando as Cortes exigiram seu retorno a Portugal no episódio do Dia do Fico (9 de janeiro de 1822). Dom Pedro I era, de fato, o líder dessa facção política.
O partido possuía uma certa capilaridade para além do Brasil, tanto que chegou a ter filial em Angola, responsável inclusive pela declaração da Confederação Brasílica.

## História
Entre 1807 e 1814 ocorreu a Guerra Peninsular em Portugal, seguida pela Revolução liberal do Porto, que ordenou o regresso de Dom João VI ao país e convocou eleições para a assembleia constituinte que elaboraria a primeira constituição portuguesa. Quando as notícias de que o Brasil seria recolonizado chegaram a Portugal, as forças presentes no Brasil se dividiram em três partidos (correntes de opiniões): o Partido Brasileiro; e o Partido Português, ambos formados pela alta burguesia, além de um terceiro grupo formado pela pequena burguesia, profissionais liberais e por operários urbanos do Rio de Janeiro e de outras capitais provinciais, o Partido Liberal-Radical. Deputados brasileiros, a maioria deles ligados ao Partido Brasileiro, foram eleitos pelas províncias para participar do legislativo do reino, entre eles Cipriano Barata e Muniz Tavares, que haviam participado da Revolução Pernambucana de 1817, Antônio Carlos Ribeiro de Andrada, o Padre Diogo Antônio Feijó, e Nicolau Campos Vergueiro. Eles chegaram a Portugal entre agosto e setembro de 1821, quando os trabalhos constituintes já haviam sido iniciados, e pouco puderam fazer a favor da paridade entre os reinos, pois entre os 70 deputados eleitos, apenas 49 viajaram, sendo eles inferiores em número diante dos deputados portugueses, que não os deixavam falar, além de enfrentarem vaias da população local.